# Nutriční programování
Nutriční programování (z angl. ENP – early-life nutritional programming) je jedna z disciplín pediatrie zabývající se vlivem výživy v raném věku na zdraví dítěte v dospělosti. Základní premisa nutričního programování vychází z vědeckých výzkumů, které zjistily, že zdraví jedince a (mj. např. pravděpodobnost rozvoje civilizačních chorob) ovlivňuje jeho genetická výbava ze zhruba 20 %; až 80% vliv mají okolní faktory, zejména pak výživa, kterou přijímá od prenatálního věku až po věk 3 let. Právě v tomto nejranějším období věku je schopnost organismu reagovat na vnější prostředí nejvyšší a také vliv na vyvíjející se orgánové systémy je nejvýraznější.

## Koncept nutričního programování
Koncept nutričního programování ve výživě dětí od početí po věk 3 let definuje:
- kvantitu a kvalitu potravin, které má dítě dle věku přijímat,
- výživově vyvážený jídelníček,
- pestrost stravy s důrazem na zařazování i zdánlivě méně obvyklých potravin již v raném věku,
- stravu bohatou na zdroje energie zejm. ze složitých sacharidů,
- časné odhalování potravinových alergií.[4]

Optimální a komplexní výživa pak pomáhá např. podporovat vývoj imunity, mozku a energetického metabolismu dítěte, budovat zdravé stravovací návyky a maximalizovat možnosti prevence vzniku alergií, cukrovky, kardiovaskulárních chorob a dalších chronických a civilizačních chorob.

## Výživa v prenatálním věku podle nutričního programování
Těhotná žena by měla již od početí dbát na vyváženou, pestrou a zdravou výživu. Růst a vývoj plodu je značně závislý na dostupnosti kyslíku a všech potřebných živin, jejich nedostatek má za důsledek nevratné změny přetrvávající po celý život. Je prokázáno, že podvýživa a nedostatek důležitých výživových látek matky v prvním trimestru vede k vyššímu riziku obezity, hypertenze a diabetu u dítěte.

## Výživa dětí podle nutričního programování
Pod- i nadvýživa mají zásadní vliv na růst a vývoj orgánů a budoucí složení těla. Např. druh tuku ve stravě může ovlivnit rozložení tukové hmoty v dětství ale i v dospělosti, správná struktura tuku nastavuje správnou funkci metabolismu energie, čímž snižuje riziko obezity v dospělosti.
Vliv má také příjem bílkovin. Nejen množství, ale i kvalita přijímaných bílkovin jsou rozhodující pro pozdější rozvoj obezity. Vyšší příjem živočišných a nižší příjem rostlinných bílkovin je asociován s vyšším rizikem vzniku obezity.  Narůstající tendence dětí k obezitě a pozdějším metabolickým poruchám by měla přivést pozornost k často zbytečně vysokému příjmu živočišných bílkovin, ten by neměl překročit více než 10 % z celkového energetického příjmu.
Prokazatelný pozitivní vliv na zdraví v dospělosti má kojení dítěte. Např. i přesto, že „mateřské mléko obsahuje vysoké množství cholesterolu, mají kojené děti v průběhu života cholesterol nižší než děti nekojené. Je to pravděpodobně dáno tou adaptací, která zafunguje v kojeneckém věku a následně „naučí“ metabolismus dítěte s cholesterolem lépe zacházet.“ Snižuje se tak riziko budoucího rozvoje kardiovaskulárních chorob. Světová zdravotnická organizace doporučuje kojení jako nejlepší stravu pro novorozence a kojence do 6 měsíců věku, poté jako doplněk stravy až do věku 2 let.
U kojenců by se strava neměla přislazovat ani přisolovat. Nadbytek soli může vést v pozdějším věku k hypertenzi, dosolování může dítě navyknout na slanou chuť. „Celkově může taková strava způsobovat pozdější metabolické změny, jakou jsou například obezita či postižení cév,“ říká doktor Tláskal, vedoucí lékař oddělení léčebné výživy a předseda Nutričního týmu ve FN Praha Motol.
Nutriční programování řeší také včasné zapojování různých potravin do jídelníčku tak, aby bylo minimalizováno riziko vzniku např. potravinových alergií. „Oddalování podání cereálií po 6. měsíci může zvyšovat riziko alergie na lepek. Ze závěrů poslední publikované prospektivní kohortové studie s více než 82 000 probandů provedené v Norsku vyplývá, že zavedení lepku před 4. měsícem a po 6. měsíci zvyšuje výskyt celiakie a kojení není protektivním faktorem.“